# الحريض (بني ضبيان)

تعديل مصدري - تعديل

الحريض هي إحدى قرى عزلة بني ضبيان بمديرية بني ضبيان التابعة لمحافظة صنعاء، بلغ تعداد سكانها 107 نسمة حسب تعداد اليمن لعام 2004.